# Batalha de Zama
A Batalha de Zama, travada em 19 de outubro de 202 a.C., foi uma batalha decisiva da Segunda guerra púnica. O exército da República Romana, liderado por Cipião Africano, derrotou as forças de Cartago lideradas por Aníbal. Logo após essa derrota, o senado de Cartago assinou um tratado de paz, terminando assim uma guerra de quase 20 anos.

## Antecedentes
Os sucessivos desastres na primavera e começo do verão de 203 a.C. haviam alarmado muito toda Cartago. O mesmo Hanão que havia comandado a cavalaria pesada de Aníbal em Canas foi totalmente encarregado da defesa, e emissários cartagineses foram enviados a Roma para tentarem negociar os termos da paz. Como derradeiro golpe na sorte cartaginesa, uma tentativa de livrar Útica falhou. Todos esses desastres sucessivos geraram um clamor em todos os níveis, desde o conselho de Birsa até os lares, oficinas e armazéns da cidade — "Chamem Aníbal de volta!". Infelizmente, como os eventos demonstrariam, eles o haviam feito tarde demais.
A despeito da superioridade naval de Roma, três frotas cartaginesas conseguiram cruzar o Mediterrâneo entre a península Itálica e a África do Norte durante aquele ano. Uma conduzia o moribundo Magão de volta da costa lígure com sua força mista de tropas baleárides, lígures e gaulesas; a segunda foi despachada de Cartago para evacuar Aníbal; e a terceira foi essa mesma frota, aumentada pelos navios que Aníbal possuía em Crotona, trazendo-o de volta para defender Cartago em seu momento de necessidade. O mar é vasto, e nos dias de comunicações primitivas era bastante difícil para os romanos vigiar todas as rotas de navegação. Séculos mais tarde, até mesmo Nelson, que procurava avidamente pela frota de Napoleão, fracassou em avistá-lo enquanto ele navegava triunfantemente em direção ao Egito.
A frota de Aníbal, inadequada para suas necessidades, e o exército que finalmente trouxe consigo de volta para a África provavelmente somava não mais do que quinze mil homens (as estimativas se situam entre doze mil e vinte e quatro mil). O exército de Aníbal na Itália era um estranho composto. Deviam existir poucos dos veteranos que cruzaram os Alpes com ele cerca de quinze anos antes. Os brúcios, gauleses e desertores romanos, que então compunham a maior parte de suas tropas, claramente não eram da mesma qualidade, mas ainda seguiam de bom grado o mesmo homem, seu general cartaginês de um só olho. É evidente que não possuía muitos meios de transporte, pelo fato de que não pôde levar de volta os cavalos que o ajudaram em tantas de suas vitórias e de que ele tanto necessitaria no ano seguinte. Todos tiveram de ser sacrificados para que não ficassem para os romanos.

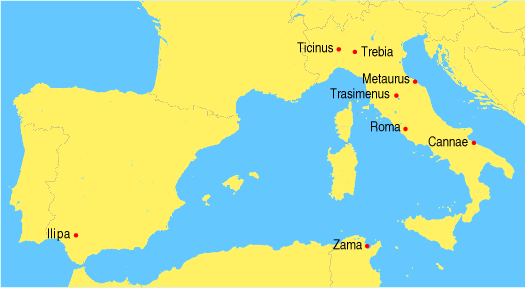
Batalhas da Segunda Guerra Púnica.

No outono de 203 a.C.,  Aníbal viu pela última vez o pequeno porto de Crotona e, além da velha cidade, as escarpadas elevações da cordilheira de Sila, cobertas de árvores, uma paisagem de lobo selvagem. Durante os poucos anos antes de partir, teve que fazer daquela região seu lar, mas antes já havia percorrido toda a península Itálica; do vale do rio Pó, no extremo norte, à Etrúria, até a costa oeste e o golfo de Nápoles, onde as cidades gregas estavam incrustadas, e daí muitas vezes até as mais selvagens praias do Adriático. Ele conhecia a terra e seus povos como poucos italianos jamais conheceriam: cidades e povoados, as carrancudas muralhas de Roma — as quais nunca havia penetrado — planícies quentes, como Canas, vales domesticados, a indolente Cápua, camponeses e carvoeiros, rudes montanheses e disciplinados romanos — todo um mundo que ele quase havia feito seu. Agora, ele estava indo embora, para uma cidade da qual ele mal podia lembrar-se. Ainda assim, era por Cartago que havia lutado por tanto tempo e sofrido tanto — por Cartago e por um juramento feito por um menino diante de um altar enevoado.
No mesmo outono, antes de Aníbal deixar a península Itálica, os termos de um tratado proposto por Cipião Africano aos cartagineses já haviam sido aceitos por eles e enviados a Roma para discussão. Em vista da longa amargura da guerra, e da desolação que causaram a grandes regiões da península, foram moderados. Primeiramente, todas as forças cartaginesas deveriam deixar a Itália, e a Península Ibérica deveria ser abandonada. Todos os desertores, escravos fugitivos e prisioneiros de guerra deveriam ser enviados de volta a Roma. Todos os navios de guerra cartagineses, exceto vinte, deveriam ser entregues. Uma quantidade muito grande de trigo e cevada seria fornecida para alimentar as tropas romanas e, finalmente, uma pesada indenização seria paga. Não é surpresa que Cartago aceitasse tais termos, que eram favoráveis se comparados aos da Primeira Guerra Púnica, e um armistício fosse concluído, restando uma ratificação do tratado por parte de Roma. Cipião também enviou Massinissa para Roma em companhia de Lélio, o primeiro para obter o reconhecimento de seu reinado númida e o outro, que conhecia as ideias de Cipião, para aumentar os termos propostos e agir como porta-voz dos interesses de Cipião no tratado. É significativo que Massinissa fosse a Roma para a confirmação de seu reinado. No passado, Cartago havia sido o centro natural de autoridade para todos os reis locais e suas tribos. A ação de Cipião já havia garantido o domínio de Roma sobre a África do Norte. Mais ainda, ele presenteava seus inimigos fabianos com um fait accompli, e tornava Roma responsável pelos assuntos norte-africanos.
No mesmo ano em que Aníbal deixou a península Itálica, seu velho oponente Quinto Fábio Máximo faleceu, o homem que havia feito mais do que qualquer outro para ensinar aos romanos que o único modo de desgastar — e finalmente derrotar — tamanho gênio militar era à maneira do "Protelador". Os romanos, exceto em umas poucas desastrosas ocasiões, haviam seguido os seus preceitos até manter Aníbal confinado na selvagem terra do sul, e, por fim, em uma estreita área ao redor de Crotona. A notícia de que Aníbal havia finalmente deixado sua terra naturalmente trouxe regozijo a Roma e uma efusão de esperança, mas ainda persistia uma grande ansiedade, como relata Lívio:
"Os homens não sabiam se começavam a regozijar-se por Aníbal ter-se retirado da Itália após dezesseis anos, deixando o povo romano livre para apossar-se dela, ou se ficavam ainda apreensivos com o fato de ele ter seguido para a África com seu exército intacto. Sem dúvida, mudara o local, pensavam eles, mas não o perigo. Prenunciando aquele poderoso conflito, Quinto Fábio, recentemente falecido, havia frequentemente predito, não sem razão, que em sua própria terra Aníbal seria um inimigo mais terrível do que em um país estrangeiro. E Cipião teria que lidar (...) com Aníbal, que nascera, pode-se dizer, no quartel-general de seu pai, o mais bravo dos generais, e fora criado e educado em meio às armas; aquele que ainda na infância já era um soldado e na tenra mocidade um general; que, envelhecendo como um vitorioso (Aníbal tinha cerca de quarenta e cinco anos), havia coberto as terras ibéricas e gálicas, e a Itália dos Alpes ao estreito de Messina, com a evidência de suas poderosas façanhas. Ele estava no comando de um exército cujas campanhas se igualavam às suas próprias em quantidade; endurecera-se por esforços tão grandes que dificilmente pode-se acreditar que seres humanos tivessem resistido; havia sido salpicado por sangue romano centenas de vezes e carregado os espólios, não só de soldados, mas de generais. Muitos homens que enfrentariam Cipião em batalha haviam morto com suas próprias mãos pretores, generais comandantes, cônsules romanos; haviam sido condecorados com coroas por bravura ao escalar muralhas de cidades e de acampamentos protegi dos; haviam vagueado por campos e cidades capturadas dos romanos. Todos os magistrados do povo romano juntos não tinham, naqueles tempos, tantas faces (símbolos de autoridade) quanto Aníbal poderia ostentar à sua frente, por tê-los capturado de generais caídos."
Esse relato, ao mesmo tempo que revela o grande pavor que Aníbal ainda infligia aos romanos, engana-se na descrição de seu exército. Lívio, ou suas fontes, fala do exército que marchou pelos Alpes, e que há muito tinha desaparecido. Aníbal agora tinha sob seu comando a esfarrapada e mista força que ocupara Crotona durante os poucos anos passa dos. Todavia, sua chegada à África, trazendo qualquer exército que fosse, teve tanto efeito sobre o moral cartaginês que o partido bárcida começou quase imediatamente a buscar um recomeço da guerra.
Aníbal desembarcou em Léptis, perto de Adrumeto, onde montou acampamento para o inverno e começou a reorganizar suas forças e recrutar mais soldados e cavaleiros. Ali foi reforçado pelos remanescentes do exército de Magão e soube que seu irmão caçula estava morto. Deve haver pouca dúvida de que Aníbal tivesse aceitado os termos de paz de Cipião como a melhor coisa para Cartago, muito embora pouco soubesse das facções políticas e intrigas da cidade. Porém, era astuto demais para não ver que a situação geral cartaginesa era sem esperança, em vista da perda da Península Ibérica, do crescente poder de Roma por mar e terra e do poderio humano nativo que abastecia suas legiões. Havia derrotado os romanos muitas vezes em batalha, é verdade, mas sabia que os romanos eram vigorosos e bravos soldados e que eles já estavam — perigosamente — começando a aprender suas táticas, adotando métodos mais flexíveis no campo de batalha. Em seus primeiros anos na Itália, tirara proveito dos desatualizados sistemas por meio dos quais os cônsules eram automaticamente encarregados das legiões e, uma vez que eles eram mudados a cada ano, nunca tinham tempo para aprender a perícia profissional ou adaptar suas táticas. Ele também tinha sido capaz de fazer uso de conhecidas divisões e diferenças de temperamento entre dois cônsules. Mas viu claramente no surgimento de Cipião a sombra do futuro, onde outros generais;, à sua própria maneira surgiriam — homens totalmente dedicados à guerra, aprendendo pela experiência em campo de batalha e familiarizando-se não somente com a natureza do terreno de batalha, mas com a qualidade e caráter racial de seus adversários. Seja lá o que Aníbal possa ter pensado sobre aceitar as condições de paz, a facção de guerra de Cartago, fazendo uso de seu nome e fama, havia agora assumido o controle.
No inverno de 203 a.C., um comboio de provisões da Sicília destinado às forças de Cipião foi colhido numa tempestade e encalhou na região de Cartago, e navios de guerra cartagineses foram enviados para capturá-lo e trazer as provisões para a cidade. Isso era totalmente contrário à trégua, e Cipião despachou enviados por mar para registrar um protesto. Em sua viagem de volta, os navios transportando os enviados foram traiçoeiramente atacados por trirremes cartagineses, mandados para esperá-los, e por pouco escaparam com vida. Cipião acertadamente viu isso como uma declaração de que a trégua estava acabada e a guerra reiniciada. Aqui, certamente, se evidenciava a fé púnica, embora seja muito duvidoso que Aníbal, setenta milhas distante em Adrumeto, tivesse qualquer conhecimento disso. Foi uma ação tola, algo a que ele não era propenso.
Cipião recomeçou a guerra e atacou todos os povoados da região ainda sob jurisdição de Cartago. Por todo o verão de 202 a.C., enquanto Aníbal, percebendo que uma batalha maior era agora inevitável, continuava a reunir e treinar mais recrutas para o seu exército, Cipião sitiava as cidades cartaginesas, não demonstrando qualquer piedade quando elas sucumbiam, e escravizando os habitantes. Estava determinado a mostrar aos cartagineses que aqueles que quebravam tratados colocavam-se fora das considerações normais da guerra. Também estava ciente de que o teste final ainda estava por vir, e que Cartago não poderia ser forçada a se render até que ele e Aníbal se enfrentassem no campo de batalha, estabelecendo conclusivamente o resultado da guerra. Massinissa, tendo retornado de Roma com a confirmação de seu reinado, estava longe, na Numídia, consolidando seu poder sobre o país; recebeu uma convocação urgente de Cipião para arregimentar todos os homens que pudesse e reunir-se aos romanos.
Aníbal, então, recebeu ordens de Cartago para marchar e desafiar Cipião antes que fosse tarde demais. O conselho e a cidade estavam profundamente preocupados com a devastação de sua terra, que ocorria desenfreadamente, e com a perda de cidades e povoados pagadores de tributos: testemunhavam a destruição de terras férteis que por séculos haviam sustentado a grande cidade mercantil. Aníbal recusou-se a se apressar e respondeu que lutaria quando estivesse preparado. Tinha um bom motivo para tal resposta, uma vez que ainda aguardava reforços de sua cavalaria, ainda muito deficiente, e ele sabia suficientemente bem que grande parte de suas ações bem-sucedidas se devia aos númidas. Ele tentava suprir aquela deficiência com o treinamento de elefantes e, à época da batalha final, possuía cerca de oitenta deles em seu exército. Eram, contudo, animais novos, que nunca haviam estado em ação e, como os fatos mostraram, constituíam mais um risco do que um recurso.
A verdade é que, muito embora os próprios romanos viessem a utilizar elefantes séculos mais tarde, essa já era uma arma de guerra obsoleta. Os elefantes haviam obtido sucesso no passado através do pavor que causavam quando soltos em grandes bandos sobre povos primitivos e fileiras indisciplinadas de infantaria. Mas os romanos na Península Itálica já haviam tomado suas providências e descoberto que, quando atacados por chuvas dos formidáveis pilos, eles quase sempre se voltavam para trás e disparavam para dentro de seu próprio exército. Elefantes semitreinados, que eram tudo o que Aníbal tinha sido capaz de conseguir, iriam provar essa verdade na batalha crucial. Alguns historiadores têm comentado que Aníbal cometeu um erro tático ao contar com eles, mas a verdade é que ele fora obrigado a fazê-lo em vista da falta de cavalaria. Ele, todavia, recebera no fim daquele verão alguns reforços úteis na forma de dois mil cavaleiros de um príncipe númida, Tiqueu, rival de Massinissa e que, sem dúvida, esperava fazer a Massinissa o que este havia feito a Sífax, e então tomar o reino para si próprio. Essas rivalidades e intrigas norte-africanas, ainda que difíceis de se decifrar depois de tanto tempo, não obstante desempenharam um grande papel na batalha que estava por decidir o destino do mundo ocidental.
O exército que Aníbal finalmente conduziu para combater Cipião era ainda mais heterogêneo do que de costume: baleárides, lígures, brútios, gauleses, cartagineses, númidas, e (muito estranhamente nesse momento tardio) alguns macedônios enviados pelo rei Filipe V da Macedônia que, talvez, por fim, tenha percebido que a derrota de Roma era importantíssima para a liberdade de seu próprio país.

## A batalha

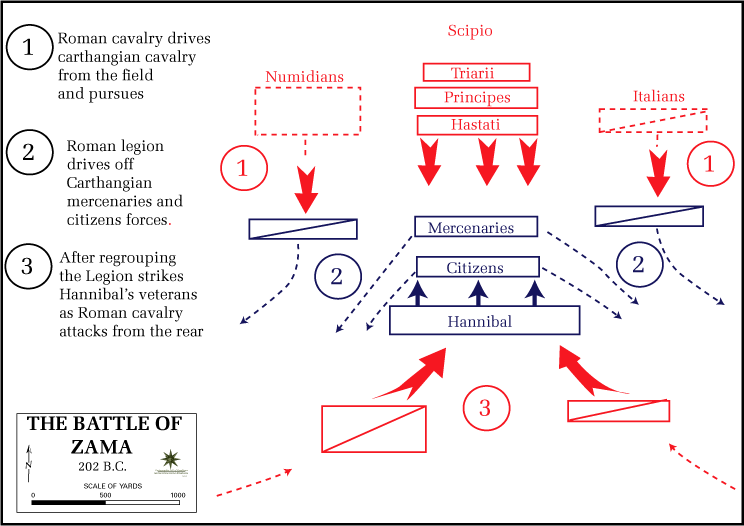
Plano da Batalha de Zama.

Deixando Adrumeto, Aníbal marchou para oeste na direção de uma cidade chamada Zama, que provavelmente se identifica com a posterior colónia romana Zama Régia, noventa milhas a oeste de Adrumeto. Chegaram até ele relatos de que Cipião Africano incendiava vilarejos, destruindo colheitas e escravizando os habitantes de toda aquela fértil região da qual Cartago dependia para seus cereais e outros alimentos. Só pode ter sido tal necessidade imperiosa o que fez Aníbal marchar atrás de Cipião, pois aparentemente seria mais lógico que ele levasse seu exército na direção de Cartago e se interpusesse entre Cipião e a cidade. Mas a sistemática destruição de cidades e vilarejos por este último, e suas atividades no interior cartaginês, claramente impediam que a cidade pudesse alimentar um adicional de quarenta mil ou mais homens, junto com seus cavalos e elefantes, bem como as suas próprias e prolíferas massas. Logo, a principal causa para que a batalha tivesse lugar onde ocorreu surgiu de uma urgência de suprimentos para a capital. Cipião sabia o que estava fazendo, e havia deliberadamente atraído Aníbal para longe da cidade de modo a decidir o resultado da guerra numa região escolhida por ele próprio. É irônico que o grande cartaginês não conhecesse seu próprio país, nada tendo visto dele desde os nove anos de idade, ao passo que Cipião e os romanos, a essa altura, já estavam bem familiarizados com o terreno cartaginês. Mas Cipião não deixava de ter suas preocupações: seu exército, provavelmente um tanto menor que o de Aníbal, embora bem treinado e experiente no clima e condições da África do Norte, ainda carecia de uma arma de cavalaria. Ele aguardava desesperadamente a chegada de Massinissa e seus númidas, sem os quais dificilmente poderia engajar-se numa batalha maior — particularmente contra um adversário como Aníbal.
Ao alcançar Zama, Aníbal, como era bastante natural, enviou adiante espiões para tentarem descobrir a natureza e quantidade do exército romano: em particular, deve ter se preocupado em tentar descobrir quão forte era a cavalaria de Cipião. Esses homens foram descobertos e levados perante o general romano, que os recebeu, mostrou-lhes todo o acampamento, e então libertou-os para que reportassem tudo ao seu chefe. Alguns historiadores têm colocado em dúvida a veracidade disso, mencionando entre outras coisas que a mesma história é contada por Heródoto sobre Xerxes I e os espiões gregos, anterior à grande invasão persa da Grécia. Não há nada propriamente improvável nisso, porém, e o fato é atestado por Políbio, o que lhe dá uma certa autenticidade. Cipião, sem dúvida, desejava deixar seu inimigo saber que ele estava supremamente confiante no resultado da batalha iminente. Havia outra coisa que aquele astuto romano deve ter desejado revelar a Aníbal: Massinissa e seus númidas não se encontravam no acampamento. Era isso, logicamente, o que Aníbal desejava descobrir mais do que tudo, e a notícia de que Cipião estava enfraquecido em sua cavalaria deve ter sido encorajadora. O que ele desconhecia, é claro, e Cipião indubitavelmente sabia muito bem, era que Massinissa e seus númidas encontravam-se a apenas dois dias de cavalgada.

### O encontro de Cipião Africano e Aníbal
Sem desconfiar que Massinissa se aproximava, e pensando que ele ainda se ocupava em estabelecer seu domínio um tanto precário sobre o reino númida, Aníbal possivelmente sentiu que estava numa posição de superioridade frente aos romanos. Aquele seria um bom momento, então, para tentar negociar e ver se ele poderia obter condições favoráveis para Cartago — termos similares àqueles que Cipião Africano havia dado previamente aos cartagineses porém, se possível, algo melhorados.
Assim, enviou uma mensagem para Cipião solicitando-lhe um encontro pessoal para discutirem termos, com o que este concordou. À parte de qualquer outra coisa, deve ter existido considerável curiosidade de ambos os lados a respeito da natureza e mesmo da aparência do adversário. Os dois homens nunca haviam visto um ao outro antes, embora em três ocasiões, nos últimos anos, tivessem ficado próximos no campo de batalha.
Primeiro, o jovem Cipião havia estado presente na Batalha de Ticino, logo depois de Aníbal irromper na península Itálica (quando Cipião havia logrado salvar seu pai ferido do campo de batalha). Depois, estivera em Canas e testemunhara toda a ira e a genialidade do cartaginês como tempestade contra as legiões romanas. Por último, havia iniciado o bem-sucedido avanço contra o porto de Lócris Epicefíria (na atual região da Calábria, no sul da Itália), quando frustrara as tentativas de Aníbal para recuperá-lo. Tivera três oportunidades, assim, de confrontar o grande inimigo de Roma, e em cada ocasião havia tido a perspicácia de observar exatamente como Aníbal reagia perante cada situação determinada.
O cartaginês, por outro lado, nunca se conscientizara do penetrante par de olhos de um jovem a observá-lo nas proximidades. Era como se um velho mestre de xadrez estivesse para encontrar, em breve, um aluno que por anos estudara seus "lances", detectado suas fraquezas, decidindo implementar as jogadas do mestre. Aníbal, por sua vez, só conhecia por meio de relatos os triunfos do jovem na guerra da Península Ibérica, embora fosse suficientemente estrategista e tático para reconhecer como era brilhante aquele que capturara Nova Cartago e vencera vários combates contra homens tão capazes quanto seu falecido irmão Asdrúbal, seu falecido irmão Magão e Asdrúbal, o filho de Gisgão. Ele havia observado como os romanos estavam mudados, aprendendo a se mover sem o velho comando consular e adquirindo flexibilidade no campo de batalha, e estava provavelmente tão curioso quanto Cipião para encontrar seu oponente cara a cara.

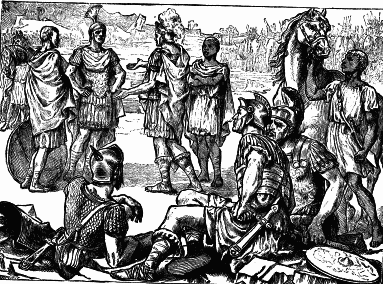
Encontro entre Aníbal e Cipião em Zama.

Os relatos factícios, tanto de Políbio quanto de Lívio, compostos muitos anos após os eventos, devem ser considerados suspeitos, mas não deve restar dúvidas quanto ao resultado do encontro entre os comandantes — dois dos mais distintos soldados não só da Antiguidade, mas de todos os tempos. Aníbal, além da habilidade de falar púnico, vários dialetos ibéricos e gálicos, também sabia falar grego e latim fluentemente. Cipião, além de falar latim, foi também educado no grego.
Os dois homens bem poderiam ter escolhido tanto latim quanto grego como linguagem de conversação, mas (como muitos líderes modernos) eles preferiram fazer uso de seus intérpretes de modo a terem flexibilidade e tempo para elaborarem suas respostas. Se nós ignorarmos a retórica de Lívio, o conteúdo de seu encontro foi breve e direto.
Aníbal ofereceu a Cipião "a entrega de todas as terras outrora em disputa entre as duas potências, especialmente a Sardenha, Sicília e Espanha", juntamente com um acordo segundo o qual Cartago nunca mais faria guerra contra Roma. Ele também ofereceu todas as ilhas "localizadas entre a Itália e a África", isto é, as ilhas Egates ao largo da Sicília ocidental as ilhas Eólias, lugares como Lampedusa, Linosa, Gozo e Malta — mas não incluiu as ilhas Baleares ocidentais, que haviam se mostrado tão úteis a Cartago. Ele não fez menção de indenizações, nem de controle sobre quase toda a frota, nem de retorno de prisioneiros e fugitivos romanos.
Cipião dificilmente se impressionaria com a oferta, e disse "se, antes de os romanos rumarem para a África, você tivesse se retirado da Itália, haveria esperança para suas proposições. Mas agora a situação está manifestadamente mudada (...) Nós estamos aqui e você foi relutantemente forçado a deixar a Itália (...)". Cipião não poderia aceitar termos inferiores para a rendição cartaginesa àqueles que haviam sido aceitos por Cartago antes da recente traição do tratado. Nada mais havia para ser dito.
Cipião havia ganho um inestimável tempo com o seu encontro com Aníbal: sabia que Massinissa e seus cavaleiros númidas vinham cruzando o terreno rapidamente para estar ao seu lado quando o grande embate acontecesse. O retardamento havia propiciado a garantia da chegada de Massinissa a tempo para a batalha. Era Aníbal quem estava aturdido com a imensidão da África, e não Cipião, e era Aníbal — acostumado por tantos anos ao relativo tamanho da Itália — que tivera seu serviço de inteligência enganado pela ausência da cavalaria de Massinissa no acampamento de Cipião, e pela falta de conhecimento sobre os eventos na Numídia.
O encontro entre Aníbal e Cipião tem sido comparado àquele entre Napoleão e Alexandre I da Rússia, dois mil anos mais tarde. "A admiração mútua deixou-os mudos", escreveu Lívio. É duvidoso que Aníbal tivesse ficado mudo, pois ele certamente sentia-se confiante, enquanto Cipião, por seu lado, sabia que o grande expatriado cartaginês estava desejoso de fazer a paz, e saber que o adversário tem algo mais em seu coração do que a vitória é sempre um considerável conforto em qualquer disputa.

### A preparação para a batalha
No dia seguinte a esse encontro histórico, as tropas de Massinissa chegaram até Cipião Africano — havia algo em torno de quatro mil cavaleiros númidas e seis mil homens de infantaria ao todo — e os romanos prepararam-se para combater em um lugar de sua escolha.
Mesmo com todo o debate de séculos subsequentes, nunca foi estabelecido satisfatoriamente o local exato da batalha de Zama, embora certamente esta tenha obtido seu nome pelo fato de que a cidade de Zama era o único ponto bem conhecido de referência. É quase impossível definir um local específico em uma região da África do Norte, até então não mapeada, e onde não se pode estimar as mudanças da terra durante dois mil anos, ainda que a pesquisa de vários estudiosos pareça localizar a batalha vinte milhas a sudeste de Naraggara (mencionado por Lívio) e trinta milhas a oeste de Zama. O local é distinto pelo fato de haver duas elevações no solo dominando uma rasa planície, uma delas possuindo um manancial e outra sem água (ambas mencionadas por Políbio e Lívio).
Cipião, que escolhera o campo de batalha, naturalmente selecionou o local com o manancial para seu acampamento, enquanto os homens de Aníbal descobriram que teriam que percorrer boa distância para buscarem água. Uma vez que o quente outono da África do Norte imperava, esse fato, por si, pode ter tido alguma influência na batalha subsequente. As forças de Cipião, ainda que um tanto menores que as de Aníbal, tinham duas grandes vantagens sobre o misto e mal treinado exército oponente: a maioria era de disciplinados legionários romanos e, com a chegada de Massinissa, Cipião tinha superioridade em cavalaria — os melhores cavaleiros do mundo.
Cipião podia estar confiante de que seus romanos não iriam entrar em pânico com a carga dos elefantes, com o que Aníbal certamente contava para a fase inicial de batalha, e ele dava passos cuidadosos para que seu efeito fosse minimizado pela disposição usual da infantaria. Em vez de posicionar os manípulos (unidades de cento e vinte homens) da maneira normal, como num tabuleiro de damas, com os manípulos da segunda linha cobrindo os intervalos entre os manípulos da primeira linha, e assim por diante, como era procedimento padrão, Cipião posicionou-os um atrás do outro, de modo que houvesse espaços abertos transpassando o exército. Essas lacunas ele preencheu com tropas leves, de modo que pudessem atacar os elefantes quando avançassem e, ao mesmo tempo, se refugiar por trás dos legionários blindados quando necessário, deixando as lacunas vazias. Em sua ala esquerda, colocou a cavalaria romana comandada por Lélio, e à sua direita, os númidas de Massinissa.

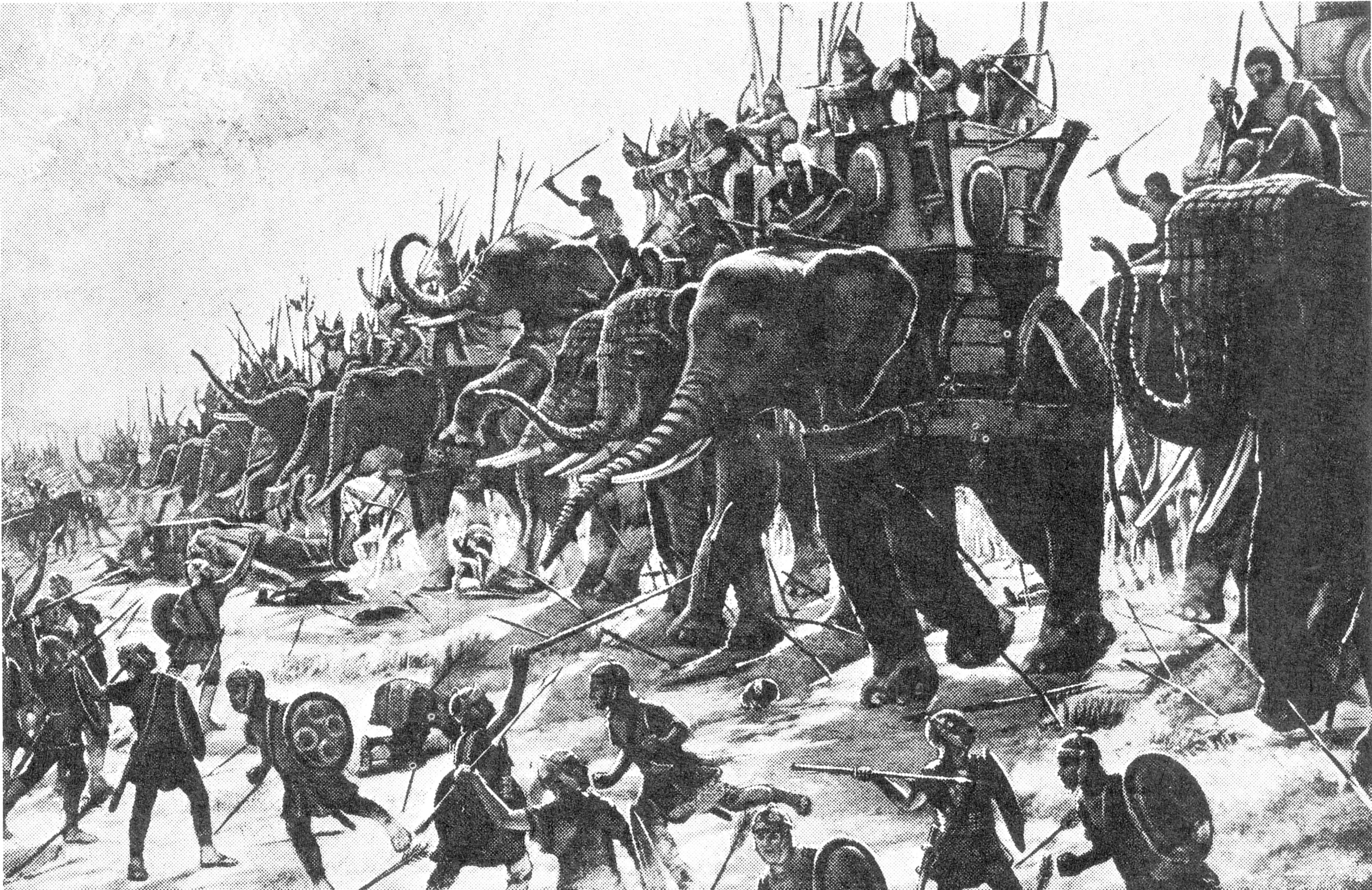
A Batalha de Zama.

As disposições de Aníbal eram regidas pelo fato de que a carência de cavalaria o havia deixado dependente dos elefantes: todos os oitenta foram alinhados à frente do exército, na esperança de que esmagassem a linha de frente romana e causassem um caos generalizado nas disposições de Cipião. Atrás deles Aníbal colocou seus homens da infantaria — gauleses, lígures, baleárides e mouros, sendo sua intenção, como em outras batalhas, deixar que os romanos gastassem seu primeiro ímpeto sobre essas tropas grosseiras enquanto guardava sua melhor infantaria em resguardo na reserva. Como segunda linha, colocou os cartagineses e líbios, e atrás deles o que restou de seu exército da Itália, a "velha guarda", mantida na retaguarda até o fim. Em sua ala direita, enfrentando a cavalaria romana, estava a cavalaria cartaginesa e, à sua esquerda, para enfrentar Massinissa, sua própria cavalaria númida.

### O início da batalha
Naquele dia não registrado do outono, a última grande batalha teve início: a carga de elefantes trovejou através da planície entre os dois acampamentos. Além da aterrorizante visão daqueles grandes animais vindo sobre as linhas de infantaria e de seu efeito sobre os cavalos, não acostumados à sua aparência e cheiro, os condutores dos elefantes contavam com o barrido deles para provocar o temor no coração de qualquer inimigo. Infelizmente para eles, nesse caso, os romanos inverteram o procedimento e começaram uma grande gritaria acompanhada do ressoar de dúzias de trombetas de guerra. O efeito sobre os elefantes insuficientemente treinados de Aníbal foi tal que eles é que entraram em pânico e começaram a se deter e fugir daquilo que, talvez, pareceu-lhes o ruído de estranhas bestas consideravelmente maiores do que eles próprios.

Alguns, recuando contra sua própria linha de frente, enquanto outros se precipitaram para a esquerda e estouraram por entre a cavalaria númida de Aníbal. Massinissa, cujos cavaleiros estavam perfeitamente acostumados aos elefantes, não demorou a se aproveitar da desintegração da ala esquerda cartaginesa e atacou atrás dos elefantes, afugentando os outros oponentes númidas. A carga dos elefantes terminou como descreve Lívio: 
"Alguns poucos animais, entretanto, penetrando assustadoramente entre o inimigo, causaram grandes perdas entre as fileiras das tropas leves, ainda que sofrendo eles próprios muitos ferimentos. Ao recuarem para dentro dos manípulos, as tropas leves abriram caminho para os elefantes, para evitarem ser pisoteadas por eles, e assim também atirariam suas lanças de ambos os lados contra os animais, agora duplamente expostos aos projéteis. Tampouco se abrandaram as azagaias dos homens da linha de frente sobre esses elefantes que, tocados da linha romana para dentro da sua própria por mísseis lançados de todos os lados sobre eles, puseram a ala direita, a própria cavalaria cartaginesa, em fuga. Lélio, vendo o inimigo em confusão, aumentou-lhe o pânico."

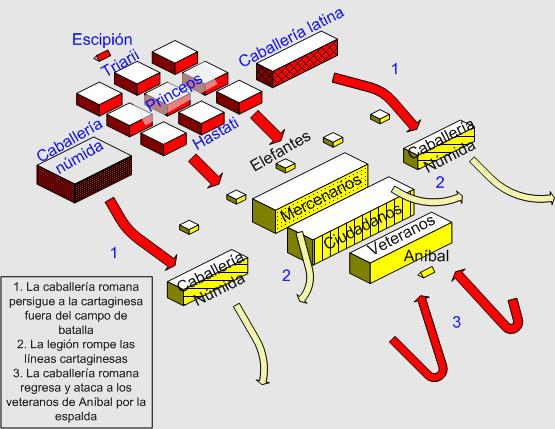
Mapa tático da Batalha de Zama.

Massinissa perseguia a ala esquerda de Aníbal, enquanto Lélio partia para cima da cavalaria cartaginesa e a destroçava. A carga de elefantes com a qual Aníbal tinha sido forçado a contar privara-o da cavalaria que possuía. Os disciplinados legionários romanos forçavam para trás toda a linha de frente de Aníbal para cima da segunda (composta por sua melhores tropas), mas para os desorganizados gauleses e outros mercenários não foi permitido recuar, e eles toparam com uma fileira de lanças que fez com que se retirassem para os flancos da segunda linha, muitos deles fugindo do campo de batalha. Por um momento, a contenda pareceu totalmente equilibrada; as levas de cartagineses e africanos, partindo para cima dos legionários, conseguiram contê-los e mesmo empurrá-los para trás. Mas gradualmente a disciplina dos romanos começou a prevalecer e a segunda linha de Aníbal também entrou em colapso — tentando recuar através da "velha guarda" atrás de si, foram recebidos pela mesma fileira de lanças que eles haviam dado à primeira linha.
Vendo que seus homens estavam a ponto de irromper sobre as melhores tropas de Aníbal, Cipião Africano soou o chamado de volta. Era um exemplo não só do gênio de Cipião na guerra como também da disciplina romana; mesmo naquele momento caloroso de uma batalha sangrenta na planície coberta de mortos, responderam aos seus oficiais. Cipião imediatamente reposicionou suas tropas em única e extensa fileira para enfrentar a vigorosa "velha guarda" de Aníbal. Esta última mal havia se envolvido na batalha e, também em uma única fileira, enfrentaria os legionários romanos. Este era o início da segunda fase da batalha, soldados a pé contra soldados a pé, já que os elefantes haviam se perdido, e a cavalaria estava distante com Massinissa e Lélio perseguindo a cavalaria cartaginesa e os númidas de Aníbal em fuga. Quando as duas fileiras se aproximaram, Cipião certamente deve ter rezado para que Massinissa e Lélio não se demorassem demais perseguindo os derrotados e retornassem para dar-lhe a vitória. Enquanto as duas linhas oscilavam para frente e para trás, atadas àquela luta de "movimento de clava" na qual os romanos sempre foram tão bons, a disputa ainda permanecia sem decisão. Então, a poeira se levantando e o trovejar de cascos sobre a planície indicaram a Cipião — e com certeza a Aníbal — que tudo estava praticamente terminado. Lélio e Massinissa voavam de volta para atacar os cartagineses em ambas as alas e pela retaguarda. Os cavaleiros da Numídia, que haviam servido Aníbal tão bem em anos anteriores na Península Itálica, finalmente selaram sua ruína. Os remanescentes da "velha guarda" detiveram-se e dispersaram. A batalha estava terminada. Os romanos haviam vencido a guerra.

### O fim da batalha
O próprio Aníbal deixou o cenário de sua derrota com uma pequena escolta e retirou-se para Adrumeto. Não havia nada que pudesse fazer agora a não ser avisar aos cartagineses que mais resistência era impossível e que aceitassem os melhores termos que lhes fossem oferecidos. Pela primeira vez em sua longa carreira, havia encontrado um general à sua altura, mas tinha sido derrotado principalmente pela falta de cavalaria. Mesmo então, outros númidas, comandados por um filho de Sífax, haviam se reunido no deserto para virem em seu auxílio, mas no momento em que eles chegaram em território cartaginês tudo estava acabado.
Os triunfantes romanos e as forças de Massinissa os aniquilaram naquele que seria o último combate da Segunda Guerra Púnica — a guerra que Aníbal iniciara dezesseis anos antes e que terminou em Zama.

## Depois da Batalha

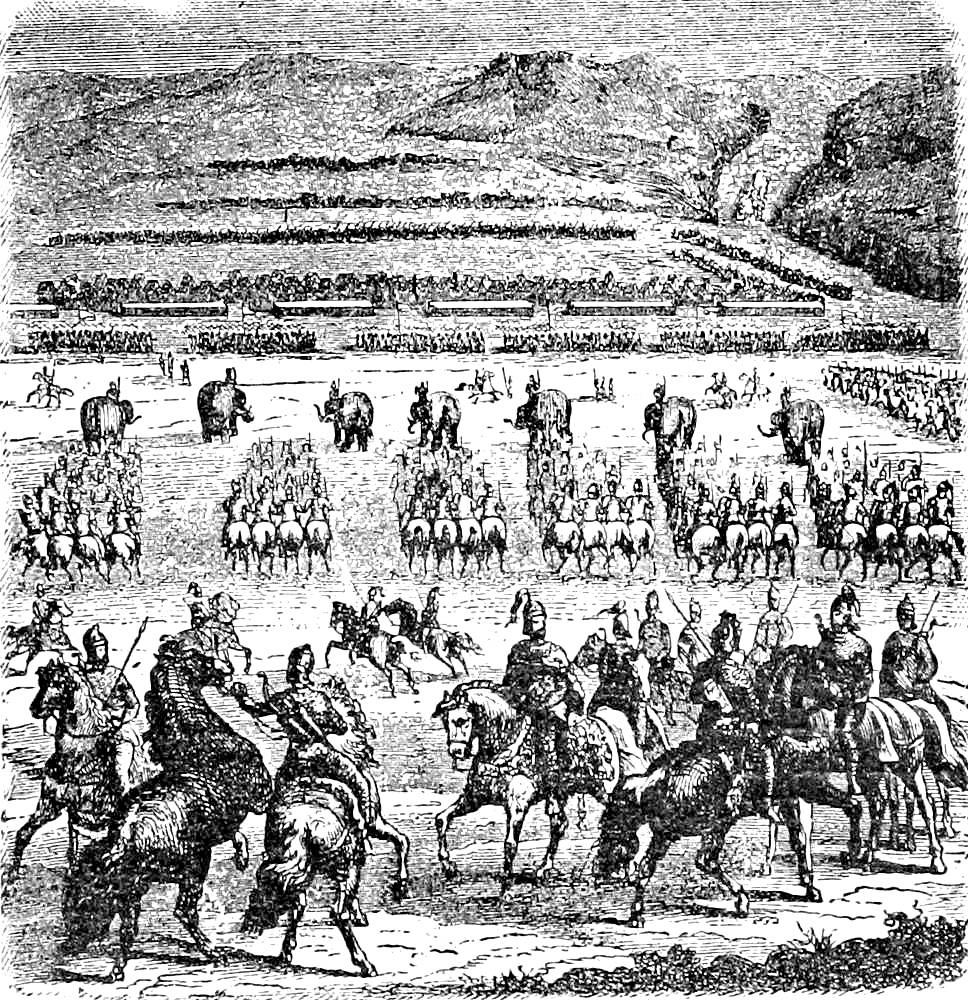
Batalha de Zama

Aníbal correu de Adrumeto para Cartago para comunicar ao conselho que, o que quer que se dissesse, não haveria mais esperança de sucesso em prolongar a guerra. Muitos dos cartagineses, cientes de que sua cidade ainda era a mais rica do mundo e permanecia relativamente intocada pela guerra, acharam difícil de acreditar que tudo estava perdido. Uma história típica conta que Aníbal, presente em uma reunião na qual um jovem nobre incitava seus concidadãos para que guarnecessem suas defesas e recusassem os termos romanos, subiu no palanque do discursante e atirou-o ao chão. Desculpou-se imediatamente, dizendo que estivera longe por muito tempo e, acostumado à disciplina dos acampamentos, não estava familiarizado com as regras de um parlamento. Ao mesmo tempo, pediu-lhes, agora que estavam à mercê dos romanos, que aceitassem "termos tão clementes quanto os que lhes foram oferecidos, e orassem para os deuses que o povo romano ratificasse o tratado". Achava que os termos que Cipião Africano propusera quando de sua chegada diante das muralhas de Cartago eram melhores do que se poderia esperar de um conquistador que lidava com um povo que já havia traído um tratado anterior.
Políbio acrescenta que o conselho reconheceu as palavras de Aníbal como "sábias e acertadas, e eles concordaram em aceitar o tratado nas condições romanas, despachando emissários com ordens de concordar com ele". Vendo que o grande general dos cartagineses e seu último exército estavam derrotados, e que a cidade jazia indefesa — muito embora o sítio tenha sido longo e difícil, como a Terceira Guerra Púnica um dia iria mostrar — as condições de Cipião para a paz eram razoáveis. Como antes, todos os desertores, prisioneiros de guerra e escravos deveriam ser entregues, mas dessa vez os navios de guerra seriam reduzidos a não mais do que dez trirremes. Cartago, por outro lado, poderia manter seu território inicial na África, e suas próprias leis dentro dele, mas Massinissa teria total controle de seu reino, e Cartago nunca mais poderia fazer guerra com quem quer que fosse, tanto dentro da África quanto fora, sem permissão romana. Isso efetivamente garantia que o reino númida cresceria às custas de Cartago, algo que um dia provocaria a última Guerra Púnica. Uma vez que haviam quebrado a trégua, a indenização de guerra original foi dobrada, embora lhes fosse permitido pagar em parcelas anuais durante cinquenta anos. Todos os elefantes cartagineses deveriam ser entregues, e nunca mais treinados, enquanto, ao mesmo tempo, uma centena de reféns, escolhidos por Cipião, seriam despachados para Roma. Desse modo, ele se garantiria contra quaisquer atentados a traição. Como antes, o exército romano deveria ser suprido com cereal por três meses e receber seu pagamento durante o tempo em que o tratado de paz era ratificado.